# Kabinet-Oduber IV
Het kabinet-Oduber IV is het kabinet van Aruba tot 29 oktober 2009. Nelson Oduber is de minister-president. Het kabinet kwam aan de macht op 8 november 2005, na de statenverkiezingen van 23 september. Bij deze verkiezingen haalde de Movimiento Electoral di Pueblo (MEP) de absolute meerderheid in de Staten met 11 van de 21 zetels. Daarom bestaat het hele kabinet uit MEP-bewindslieden.

## Samenstelling
| Minister-President en Algemene Zaken             | Nelson Oduber                      |
| Economische Zaken en Financiën                   | Nilo Joseph Johannes Swaen         |
| Onderwijs, Sociale Zaken en Infrastructuur       | Marisol Lopez-Tromp (vice-premier) |
| Justitie                                         | Rudy Croes                         |
| Toerisme en Transport                            | Eddy Briesen                       |
| Arbeid, Cultuur en Sport                         | Tai Foo Ramon Lee                  |
| Volksgezondheid, Milieu en Administratieve Zaken | Candelario "Booshi" Wever          |

Francisco Walfrido (Frido) Croes is Gevolmachtigd minister van Aruba in Nederland.
Henny Eman I ·
Oduber I ·
Oduber II ·
Henny Eman II ·
Henny Eman III ·
Oduber III ·
Oduber IV ·
Mike Eman I · 
Mike Eman II · 
Wever-Croes I · 
Wever-Croes II